# Брэдфордское дерби
Брэдфордское дерби или Дерби шерстяного города (англ. Bradford derby, Wool City derby) — футбольное противостояние между командами Брэдфорд Парк Авеню и Брэдфорд Сити. С 1914 по 1969 год команды на регулярной основе играли в Лиге 1. В 1970 году Брэдфорд Парк Авеню потерял место в Футбольной лиге, а через четыре года был ликвидирован, из-за чего последующие матчи были товарищескими.

## История
Обе командами являются единственными представителями Брэдфорда в профессиональном футболе. Прозвище Дерби шерстяного города отсылает к истории Брэдфорда, занимавшегося торговлей шерстью.
Победителю матча вручается Мемориальный трофей Тома Бэнкса.
В период между сезоном 1929-30 и 1936-37 годов соперничество продолжалось, пока Сити не был разжалован (Парк Авеню в итоговой таблице оказался на одной позиции выше своих земляков). Дерби снова началось в период с сезона 1950-51 по сезон 1957-58 гг в третьем дивизионе (север), в этот промежуток попала и игра в турнире Кубка Англии в декабре 1951 года. Реорганизация футбольной лиги помешала скорой встречи клубов, пока в сезоне 1963-64 они не оказались в четвёртом дивизионе (хотя команды играли встречались в Кубке Англии в декабре 1958 года и Кубке Лиги в сентябре 1963 года).
Клубы играли друг с другом шесть лет подряд, пока в сезоне 1968-69 Сити с четвёртого места не пробился в третий дивизион, а оказавшийся в нижней части таблицы Парк Авеню смог переизбраться в четвёртый дивизион. В следующем сезоне Авеню провалила переизбрание и была заменена командой Кембридж Юнайтед, в 1974 году началась её ликвидация.
В настоящее время игры между командами проходят на товарищеской основе за неделю до начала нового футбольного сезона.

## Результаты игр
| Соревнование            | Сыграно матчей | Победа Сити | Ничья | Победа Авеню | Мячи, забитые Сити | Мячи, забитые Авеню |
| ----------------------- | -------------- | ----------- | ----- | ------------ | ------------------ | ------------------- |
| Лига                    | 52             | 20          | 11    | 21           | 72                 | 78                  |
| Кубок Англии по футболу | 3              | 2           | 0     | 1            | 5                  | 3                   |
| Кубок Лиги              | 1              | 0           | 0     | 1            | 3                  | 7                   |
| Всего                   | 56             | 22          | 11    | 23           | 80                 | 88                  |